# Комедії Вільяма Шекспіра

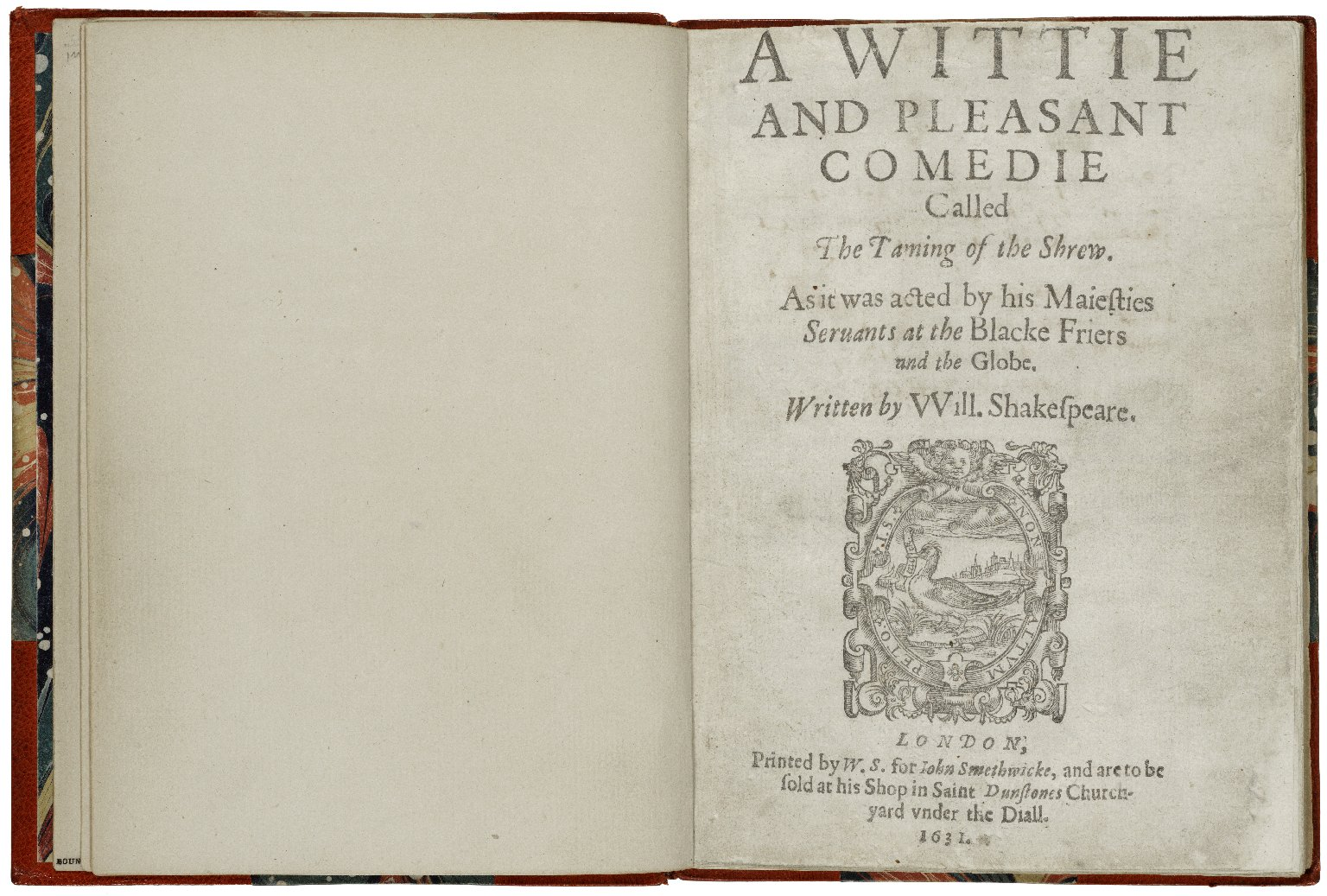
Комедія «Приборкання норовливої» Вільяма Шекспіра (1623).

Комедії — жанровий розділ творчості англійського драматурга Вільяма Шекспіра, що охоплює майже половину його п'єс. Вперше цю групу творів було виділено у Першому фоліо 1623 року. Фахівці відносять частину комедій до «романтичних творів», частину — до «проблемних п'єс». Першим твором цього жанру стала «учнівська» «Комедія помилок» і, згодом, Шекспір регулярно звертався до комедій, чергуючи їх із трагедіями та історичними хроніками.

## Список комедій
Цей перелік охоплює всі п'єси, перелічені як комедії в Першому фоліо 1623 року, на додаток до двох п'єс кварто («Два знатних родичі», «Перикл, принц Тайєри»), які не увійшли до Фоліо, але загальновизнані як власні п'єси Шекспіра.
- «Все добре, що добре закінчується»
- «Як вам це сподобається»
- «Комедія помилок»
- «Марні зусилля кохання»
- «Міра за міру»
- «Венеційський купець»
- «Віндзорські насмішниці»
- «Сон літньої ночі»
- «Багато галасу з нічого»
- «Перикл, принц Тайєри»
- «Приборкання норовливої»
- «Буря»
- «Дванадцята ніч, або Як собі хочете»
- «Два веронці»
- «Два знатних родичі»
- «Зимова казка»
- «Цимбелін»